# NGC 612

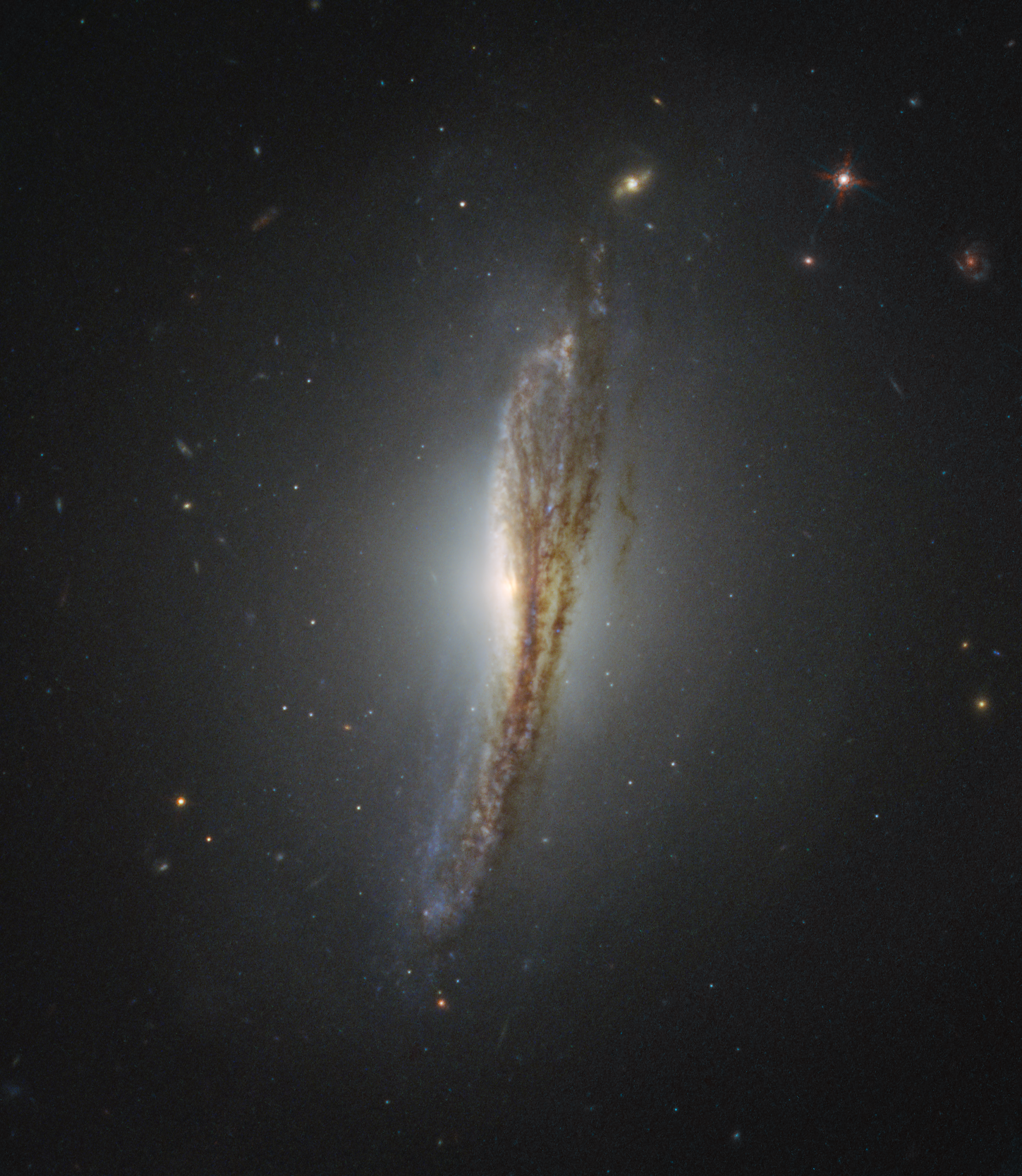
La galaxie lenticulaire NGC 612.

NGC 612 est une très vaste galaxie lenticulaire située dans la constellation du Sculpteur. NGC 612 a été découverte par l'astronome britannique John Herschel en 1837.

## Caractéristiques
Sa vitesse par rapport au fond diffus cosmologique est de 8 711 ± 33 km/s, ce qui correspond à une distance de Hubble de 128,5 ± 9,0 Mpc (∼419 millions d'al).
NGC 612 est une galaxie active de type Seyfert 2. C'est aussi est une radiogalaxie à large raie d'émission. Elle fait partie d'un type rare de radiogalaxie à morphologie hybride (HYMORS (en)).